# Carta 08
La Carta 08 (en chino:Língbā Xiànzhāng) es un manifiesto firmado por 303 intelectuales y activistas de derechos humanos de varias profesiones (profesores universitarios, abogados, periodistas y artistas), y posteriormente por otras ocho mil personas, para promover la reforma política y la democratización en la República Popular de China.
Se publicó el 10 de diciembre de 2008, en el 60.º aniversario de la Declaración Universal de Derechos Humanos, y su nombre adopta el estilo de la antisocialista Carta 77 de Checoslovaquia.
Uno de los principales redactores de la Carta 08 fue Liu Xiaobo, galardonado con el Premio Nobel de la Paz de 2010.

## Demandas
El texto exige que el gobierno chino lleve a cabo reformas en la constitución para promover o permitir un sistema multipartidista, un sistema judicial independiente, la Separación de poderes, el control público de los funcionarios públicos, cumplimiento de los Derechos Humanos, elección democrática de los funcionarios públicos, igualdad entre el campo y la ciudad, libertad de asociación, libertad de reunión, libertad de expresión y libertad de religión, educación cívica, libertad económica y protección de la propiedad privada, reforma fiscal y financiera, creación de una Seguridad Social, protección del medio ambiente, la creación de una república federada y una comisión de la Verdad y la reconciliación.

Han pasado cien años desde la redacción de la primera constitución china. En 2008 se celebra igualmente el 60º aniversario de la Declaración Universal de los Derechos Humanos, el 30º aniversario de la aparición del “Muro de la democracia” en Pekín y el 10º aniversario de la firma del Pacto Internacional de derechos cívicos y políticos [ de las Naciones Unidas] por parte de China.

Nos acercamos igualmente al 20º aniversario de la masacre de los estudiantes que se manifestaban a favor a la democracia en la  plaza de Tiananmen. 
El pueblo chino, que soporta una situación desastrosa en materia de Derechos Humanos y protagonizó innumerables luchas a lo largo de estos años, constata con claridad que la libertad, la igualdad, y los derechos del hombre, son valores universales de la humanidad, y que la democracia y un gobierno constitucional son un marco fundamental para preservar estos valores.
Alejándose de tales valores, el enfoque del gobierno chino en cuanto a la “modernización” resulta desastrosa, privando al pueblo de sus derechos, destruyendo su dignidad y corrompiendo el transcurso normal de las relaciones humanas. 

En consecuencia, nos planteamos la siguiente pregunta: ¿hacia donde va China en el siglo XXI?; ¿Continuará con su “modernización” autoritaria, o se adaptará a los valores universales, se vinculará al derrotero común de las naciones civilizadas y edificará un sistema democrático? Resulta imposible eludir estas cuestiones.
Párrafos iniciales de la carta.

## Reacciones

### China

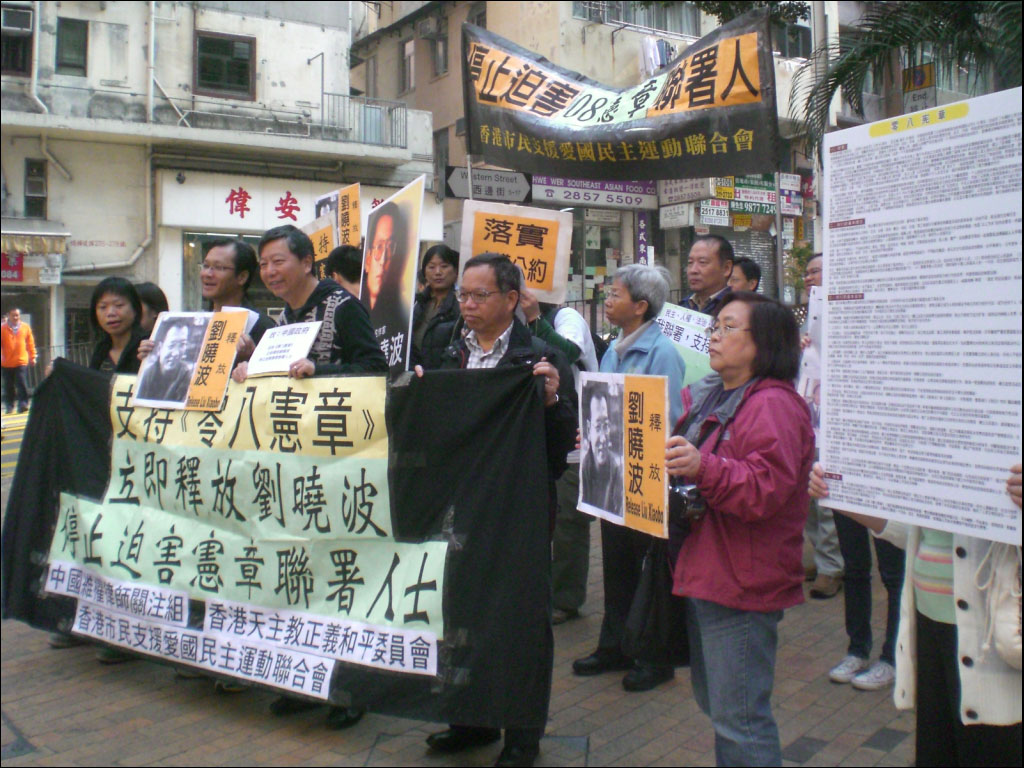
Protesta en Hong Kong contra la detención de Liu Xiaobo en diciembre de 2008.

El 25 de diciembre de 2009, Liu Xiaobo fue condenado a 11 años de cárcel por "incitar a la subversión del poder del Estado" por las actividades el órgano jurisdiccional. El 8 de octubre de 2010 fue galardonado con el Premio Nobel de la Paz "para él y por su lucha no violenta en favor de los derechos humanos fundamentales en China".

### Internacional
- Estados Unidos: El departamento de estado criticó el acoso al que estaban siendo sometidos los firmantes de la carta.[6]

- Alemania:El gobierno alemán criticó la reacción del gobierno chino contra los firmantes de la Carta.[7]

- Taiwán: El gobierno de Taiwán apoyó el contenido de la carta, como fomento de la integración entre los dos países y forma de alcanzar la paz, señalando igualmente que China sigue siendo el único país desarrollado con un régimen autoritario que menosprecia los Derechos Humanos y a la sociedad.[8]

- Tíbet: El Dalái lama, expresó su apoyo y admiración de la Carta.[9]

- Las principales ONG internacionales han apoyado su mensaje.[10][11][12]

- La artista ShawNshawN representó en una pintura, de 90 x 30 pulgadas, las 19 demandas de la Carta.[13]